# Leonid Goworow
Leonid Aleksandrowicz Goworow ros. Леонид Александрович Говоров, ur. 10 lutego?/22 lutego 1897 we wsi Butyrki w guberni twerskiej, zm. 19 marca 1955 w Moskwie) – rosyjski i radziecki dowódca wojskowy, dowódca obrony Leningradu podczas II wojny światowej, marszałek Związku Radzieckiego (1944), komendant Akademii Artyleryjskiej im. Feliksa Dzierżyńskiego, naczelny dowódca wojsk obrony przeciwlotniczej i wiceminister obrony ZSRR (1954–1955), Bohater Związku Radzieckiego (1945), deputowany do Rady Najwyższej ZSRR 2., 3. i 4. kadencji.

## Życiorys
Urodził się 22 lutego 1897 we wsi Butyrki obecnego obwodu kirowskiego w rodzinie chłopskiej. Jego ojciec był burłakiem, następnie uzyskał pracę w szkole. Dzięki temu mógł wykształcić swoich synów: Leonida, Michaiła, Nikołaja i Władimira. Dzięki dobrym wynikom w nauce mógł bez egzaminów wstępnych wybrać szkołę. Podjął studia okrętownicze, lecz po wybuchu I wojny światowej w grudniu 1916 został wcielony do wojska rosyjskiego. W czerwcu 1917 ukończył Konstantinowską Szkołę Artylerii w stopniu podporucznika. Po wybuchu rewolucji październikowej, stacjonując w jednostce moździerzy w Tomsku, porzucił wojsko.
W październiku 1918, podczas wojny domowej został wcielony do armii „białych” adm. Aleksandra Kołczaka, lecz w październiku 1919 zbiegł do Tomska, biorąc tam udział w powstaniu przeciw białym. W styczniu 1920 wstąpił do Armii Czerwonej.
W 1933 ukończył zaoczne studia w Akademii Wojskowej im. Michaiła Frunzego, a w 1938 Akademię Sztabu Generalnego w Moskwie. Jako jeden z nielicznych kombrygów, mianowanych w 1936, przeżył okres czystek stalinowskich. W latach 1938–1939 wykładał w Akademii Artyleryjskiej im. Feliksa Dzierżyńskiego, a od maja do lipca 1941 był jej komendantem. Brał udział w wojnie zimowej 1939–1940 z Finlandią jako szef sztabu 7 Armii, następnie był zastępcą Generalnego Inspektora Artylerii.
Po wybuchu wojny niemiecko-radzieckiej, początkowo od 22 lipca 1941 był szefem artylerii na kierunku zachodnim, później Frontu Zapasowego. Od 18 października 1941 był dowódcą 5 Armii podczas bitwy moskiewskiej. Od 25 kwietnia 1942 do 1945 był dowódcą Frontu Leningradzkiego i obrony Leningradu oraz w lutym – marcu 1945 2 Frontu Nadbałtyckiego. W partii komunistycznej od 8 czerwca 1942 roku.
17 listopada 1943 mianowany generałem armii, a 18 czerwca 1944 Marszałkiem Związku Radzieckiego – za przełamanie oporu Finów na Przesmyku Karelskim. 27 stycznia 1945 przyznano mu tytuł Bohatera Związku Radzieckiego.
Po wojnie w latach 1948–1952 dowódca, a od 1954 naczelny dowódca wojsk obrony powietrznej i wiceminister obrony ZSRR. Od 1942 był członkiem partii komunistycznej KPZR. Był też deputowanym do Rady Najwyższej ZSRR od 2. do 4. kadencji.
Zmarł na wylew krwi do mózgu w wieku 58 lat, 19 marca 1955 w Moskwie i został pochowany pod murem kremlowskim na Placu Czerwonym. Na pogrzebie marszałka, pierwszy za lawetą z prochami ojca szedł jego syn, Siergiej Leonidowicz.

## Życie prywatne
W 1923 ożenił się z Lidią Iwanowną Izdebską (1903–1983), córką polskiego zarządcy wiejskiego oraz Rosjanki. Z tego związku przyszło na świat dwóch synów: Władimir (ur. 1924–2006), Bohater Związku Radzieckiego oraz generał i Siergiej (1944–2013), również wojskowy. Obecnie wnukowie marszałka dbają o pamięć o dziadku oraz angażują się w wiele historycznych przedsięwzięć.

## Awanse
- kombrig – 5 lutego 1936
- generał major artylerii – 4 czerwca 1940
- generał porucznik artylerii – 9 listopada 1941
- generał pułkownik artylerii – 15 stycznia 1943
- generał armii – 17 listopada 1943
- marszałek Związku Radzieckiego – 18 czerwca 1944

## Odznaczenia
- Medal „Złota Gwiazda” Bohatera Związku Radzieckiego (27 stycznia 1945)
- Order Zwycięstwo (1945)
- Order Lenina – pięciokrotnie (1941, 1942, 1945, 1945, 1947)
- Order Czerwonego Sztandaru – trzykrotnie (1921, 1944, 1950)
- Order Suworowa I stopnia – dwukrotnie (1943, 1944)
- Order Kutuzowa I stopnia (1944)
- Order Czerwonej Gwiazdy (1940)
- Medal „Za obronę Leningradu”
- Medal „Za obronę Moskwy”
- Medal „Za zwycięstwo nad Niemcami w Wielkiej Wojnie Ojczyźnianej 1941–1945”
- Medal jubileuszowy „XX lat Robotniczo-Chłopskiej Armii Czerwonej”
- Medal jubileuszowy „30 lat Armii Radzieckiej i Floty”
- Medal „W upamiętnieniu 800-lecia Moskwy”
- Wielki Oficer Legii Honorowej (Francja)
- Krzyż Wojenny (Francja)
- Wielka Komandorska Legia Zasługi (USA)
- Order Republiki (Tuwa)
- I inne